# Schihan-Stele

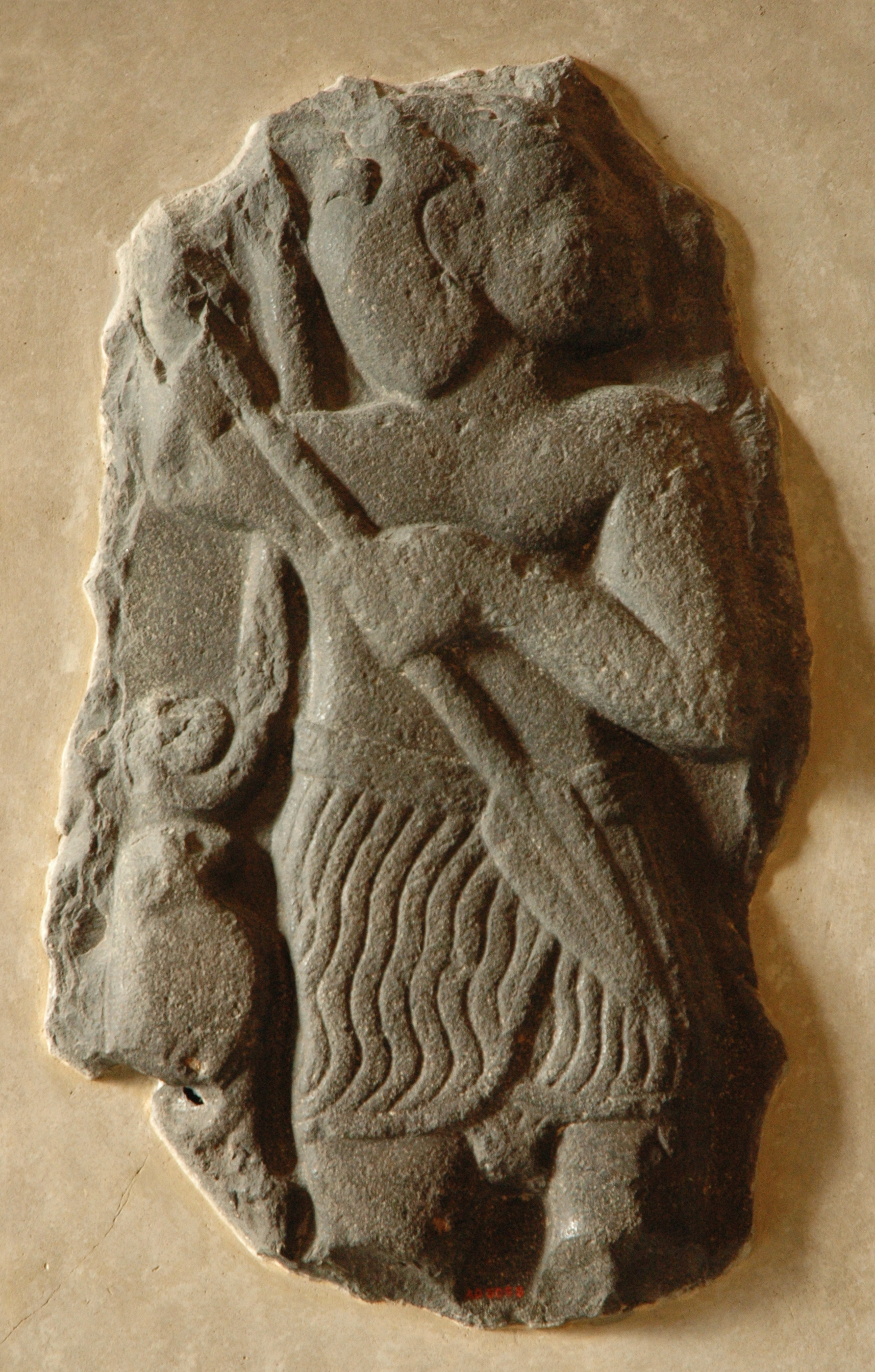
Schihan-Stele

Die Schihan-Stele ist eine Stele aus Basalt, die 1851 von Félicien de Saulcy östlich des Toten Meeres entdeckt wurde und sich seit 1866 im Louvre befindet.

## Entdeckungsort und -geschichte
Auf Saulcys Reise um das Tote Meer zeigten Beduinen ihm im Januar 1851 die Schihan-Stele.
Sie befand sich auf dem Rujm el-Abd⊙ am Nordwestrand des Khirbet Faqua (arabisch خربة فقوع, DMG Ḫirbat Faqwaʿ)⊙ 4 km südwestlich des Schihan-Berges (arabisch جبل شيحان, DMG Ǧabal Šīḥān)⊙.
Es gelang Saulcy nicht, die Stele zu kaufen oder wenigstens einen Abdruck von ihr herzustellen.
Saulcys Reisegefährte, der Maler Léon Belly, fertigte eine Skizze von der Stele an.
Nach dieser Skizze wurden die Illustrationen für Saulcys Reisebericht gemacht.
Diese Skizze im Reisebericht wurde von den Archäologen für ihre Interpretationen herangezogen.
Daraus ergaben sich beträchtliche Differenzen zum Original von dem erst später Fotografien entstanden.
1864 begab sich Honoré Théodoric d’Albert de Luynes, 8. Herzog von Luynes, den Angaben von Saulcy folgend nach Faqua, wo er die Stele noch an dem von Saulcy beschriebenen Ort vorfand.
Er beschreibt diesen Ort als kegelförmigen Hügel von 3 m Höhe und 13 m Durchmesser.
Es gelang ihm, die Stele für 15 Goldstücke zu kaufen und sie nach Frankreich mitzunehmen.
Dort spendete er sie 1866 dem Louvre.

## Beschreibung
Die Stele zeigt ein Flachrelief auf einem 103 cm hohen und 58 cm breiten Steinblock aus schwärzlich-grünem Basalt.
Dieser Steinblock war ursprünglich größer, wurde aber rund um die dargestellte Figur abgeschlagen, um sein Gewicht für den Transport zu verringern.
Die Stele zeigt einen muskulösen Mann, bekleidet mit einem Lendenschurz, in der Hand einen Speer.
Der Körper des Mannes ist frontal dargestellt, der Kopf jedoch im Profil.
Vom Betrachter aus links neben der Figur ist unten ein Tier abgebildet.
Ebenfalls links hängt ein Band herab, das unten nach links aufgerollt ist.
Links neben dem Kopf der Figur und auf ihrer Schulter befindet sich eine etwa kopfgroße ovale Form.
Die Interpretation dieser Form, des Bandes und des Tieres sind Gegenstand von Diskussionen.

## Archäologische Interpretationen
Die Schihan-Stele wird von den Archäologen auf die Zeit zwischen 1200 v. Chr. (Späte Bronzezeit) und 800 v. Chr. (Eisenzeit) datiert.
Sie wird als moabitisches Werk betrachtet, als Darstellung eines Königs oder eines Kriegsgottes.
Bei dem Kriegsgott handelt es sich vielleicht um Kemosch, den Hauptgott der Moabiter.
Diesem war auch die Mescha-Stele geweiht.
Bei der Interpretation als Gott wird der Speer teilweise auch als Blitz angesehen, als Attribut eines Wettergottes.
Das Tier links unten neben der Figur wird als Adler oder als Löwe gedeutet und teilweise als Armlehne eines Thrones, vor dem die Figur steht, interpretiert.
Die ovale Form links neben dem Kopf der Figur wird interpretiert als:
- Helm
- Haarfrisur

Eine weitere Interpretation nimmt an, dass auf dem Kopf der Figur ein Affe abgebildet war, dessen Hand man noch in der Frisur sieht.
Das Band links neben der Figur wird interpretiert als:
- Haar-Locke[1]
- Schwanz des Affen[2]
- Schnur, die am Speer befestigt war[4]
- Bogen[2]

Die Datierung der Stele ist nicht geklärt.
Der ägyptische Lendenschurz und die Darstellung – Körper frontal, Kopf im Profil – weisen auf ägyptische Einflüsse hin.
Sie würden die Datierung auf 800 v. Chr. nahelegen.
Die Lanze und der lange gelockte Anhang der Frisur als Attribute der syro-kanaanäischen Götter deuten auf das 2. Jahrtausend vor Christus.